# Kęstaičiai
Kęstaičiai (pol. Kienstajcie, także Kęstajcie) – wieś na Litwie, w zachodniej części kraju, w okręgu telszańskim, w rejonie telszańskim.
Według danych ze spisu powszechnego w 2001 roku we wsi mieszkało 29 osób. Według danych z 2011 roku wieś była zamieszkiwana przez 32 osoby – 18 kobiet i 14 mężczyzn.